# Roca (Unternehmen)
Die Gruppe Roca Corporación Empresarial S.A. (vormals: Compañía Roca Radiadores S.A.) mit Sitz in Gavà, Katalonien, Spanien, ist ein international tätiger spanischer Hersteller von Sanitärkeramik, Bad- und Küchenmöbeln, Hahnarmaturen, Badewannen, Duschen, Komplettbädern sowie Bad-Accessoires.
Das Familienunternehmen verfügt nach eigenen Angaben über Produktionsstätten in 84 Länder sowie Vertriebsniederlassungen in 170 Staaten.

## Geschichte

### Gründung
Die Firma Talleres Roca wurde 1917 von den aus Manlleu stammenden Geschwistern Àngela, Matías, Martí und Josep Roca i Soler gegründet. Die Firma, welche als erste große Fabrik von Heizkörpern für Haus- und Industrieheizungen in Spanien gilt, folgte einer Reparaturwerkstatt für Maschinen, die 1830 vom Urgroßvater Ignasi Soler eingerichtet worden war.

### Expansion und Wachstum
Neben der Herstellung von Heizkörpern aus Gusseisen, begannen die Gebrüder Roca 1929 mit der Herstellung von Boilern und stiegen anschließend auf die Produktion von Badewannen in die Badezimmerbranche ein. 1936 stieg Roca in die Produktion von Sanitärporzellan ein. 1954 begann man auch mit der Herstellung von Armaturen.
In den 1990er Jahren setzte sich die internationale Expansion auf dem europäischen Markt mit der Eröffnung neuer Tochtergesellschaften in Portugal, Frankreich, Deutschland, Großbritannien und Italien fort. Roca expandierte auch in andere globale Märkte, darunter Russland, Marokko, Argentinien, Brasilien und China.
Zu Mitte Oktober 2023 übernahm Roca die deutsche Alape GmbH, vormals Tochterunternehmen von Dornbracht, aus der vorläufigen Insolvenz heraus.

### Innovation, Design und Umwelt
Die Roca Galleries in Barcelona, Madrid, Lissabon, London, Shanghai und Peking sind eine kulturelle Initiative mit dem Ziel, den Austausch bewährter Verfahren in nachhaltiger Architektur und nachhaltigem Design zu fördern und zum Ausdruck zu bringen. Roca arbeitet dabei mit renommierten Architekten und Designern wie beispielsweise Moneo, Chipperfield, Herzog & de Meuron, Ramón Benedito, Giugiaro und Schmidt & Lackner zusammen.
Die We Are Water Foundation ist eine 2010 gegründete Roca-Initiative. Das Ziel dieser Stiftung besteht darin, einen Beitrag zur Lösung von Problemen, die sich aus dem Mangel an Wasser und sanitären Einrichtungen auf der ganzen Welt ergeben, zu leisten.

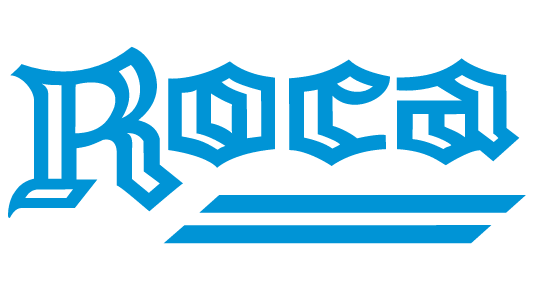
Ursprüngliches Logo der Firma Roca (1971–2004)

### Jubiläum
Zur Jahrtausendwende wurde das historische Logo durch eine neue Version ersetzt. Zum Anlass des hundertjährigen Jubiläums 2017 wurde ein Sonderlogo der Firma veröffentlicht.

### Tochterunternehmen
Zur Unternehmensgruppe gehören Firmen wie beispielsweise Laufen, JIKA, Parryware, Sanit, Johnson Suisse, Ying, Cosmic, Fayans, Gala, Santek, Arwa, Celite, Aquart oder Sanitana. Die Roca-Gruppe war zudem an Unternehmen wie Duravit beteiligt.